# Пиньейро, Родриго
Родриго Андрес Пиньеро Сильва (исп. Rodrigo Andrés Piñeiro Silva; род. 5 мая 1999, Монтевидео) — уругвайский футболист, нападающий клуба «Унион Эспаньола».

## Биография
Пиньеро начал профессиональную карьеру в клубе «Мирамар Мисьонес». 10 сентября 2016 года в матче против «Вилья-Тереса» он дебютировал в уругвайской Сегунде. 7 октября 2017 года в поединке против «Вилья Эспаньола» Родриго забил свой первый гол за «Мирамар Мисьонес». В начале 2018 года Пиньеро перешёл в «Пеньяроль». 21 марта в матче против «Серро» он дебютировал в уругвайской Примере. В том же году Пиньеро завоевал Суперкубок Уругвая и впервые в карьере стал чемпионом страны.
3 февраля 2021 года Пиньейро перешёл в клуб MLS «Нэшвилл», подписав контракт до конца 2023 года. В главной лиге США он дебютировал 2 мая в матче против «Интер Майами», выйдя на замену в компенсированное время ко второму тайму.
22 января 2022 года Пиньейро был арендован клубом чемпионата Чили «Унион Эспаньола». 5 января 2023 года Пиньейро подписал трёхлетний контракт с «Унион Эспаньолой».

## Достижения
Командные
 «Пеньяроль»
- Чемпион Уругвая (1): 2018
- Обладатель Суперкубка Уругвая (1): 2018